# Køge Gymnasium
Køge Gymnasium er en uddannelsesinstitution i Køge med gymnasium og hf-kursus.
Gymnasiet blev etableret i 1962, og de nuværende bygningerne blev taget i brug i 1963. Arkitekter var Andersen & Besiakov samt Heiberg. Der er 39 STX-klasser fordelt på 3 årgange og 4 hf-klasser, hvilket giver gymnasiet et samlet antal elever på mellem 1100-1200 og 120 ansatte.
Gymnasiet har partnerskoler i Frankrig, Indien, Sverige, Tyskland og USA, hvor elever kan sendes på udveksling.

## Series rectorum
- 1962-1979 Henrik Bertelsen
- 1979-2009 Jørn Glerup
- 2010 – 2023 Peter Schiødt
- 2023 – Nu Steffen Møllegaard Iversen

## Kendte studenter fra Køge Gymnasium
- 1966: Anne Marie Ejrnæs, forfatter
- 1974: Peter Aalbæk Jensen, filmproducent
- 1977: Jacqueline Friis-Mikkelsen, erhvervsleder
- 1985: Jeanette Binderup-Schultz, skuespiller
- 2000: Marie Stærke, politiker, Køges borgmester
- 2000: Søren Larsen, fodboldspiller
- 2008: Faustix, DJ og musikproducer
- Ukendt: Mads Brandbyge (f. 1969), professor i fysik